# یانگژینگ
یانگژینگ (به لاتین: Yingjing County) یک شهرستان در جمهوری خلق چین است که در یاان واقع شده‌است.

## خصوصیات
یانگژینگ ۱٬۷۸۱ کیلومترمربع مساحت و ۱۴۰٬۰۰۰ نفر جمعیت دارد.